# Lois Nettleton
Lois June Nettleton, née le 16 août 1927 à Oak Park (Illinois) et morte le 18 janvier 2008 à Woodland Hills (Californie), est une actrice américaine.

## Biographie
Lois Nettleton meurt des suites d'un cancer des poumons le 18 janvier 2008 en Californie ; elle est inhumée au cimetière Saint Raymond à New York. 

## Filmographie

### au cinéma
- 1962 : L'École des jeunes mariés (Period of Adjustment) de George Roy Hill : Dorothea Baitz
- 1963 : Les Filles de l'air (Come Fly with Me) de Henry Levin
- 1964 : À l'Ouest du Montana (Mail Order Bride) de Burt Kennedy : Annie Boley
- 1969 : Un homme fait la loi (The Good Guys and the Bad Guys) de Burt Kennedy : Mary
- 1975 : The Man in the Glass Booth d'Arthur Hiller : Miriam Rosen
- 1981 : La Ferme de la terreur (Deadly Blessing) de Wes Craven : Louisa Stohler
- 1982 : La Cage aux poules (The Best Little Whorehouse in Texas) de Colin Higgins : Dulcie Mae
- 1982 : Butterfly de Matt Cimber : Belle Morgan

### à la télévision
- 1961 : Le soleil de minuit, 4ème Dimension (Twilight Zone) saison 3 épisode 10 : Norma.
- 1968 : Le Virginien saison 7 épisode 05 (The wind of outrage) : Suzanne
- 1977 : Intrigues à la Maison Blanche (Washington: Behind Closed Doors) (mini-série) : Linda Martin
- 1995 : University Hospital (série télévisée)  (épisode : Jusqu'à ce que la mort nous sépare) : Sarah Mc Cormick